# Income Tax Sappy
Income Tax Sappy (br.: Tachados de loucos) é um filme de curta-metragem estadunidense de 1954, dirigido por Jules White. É o 153º de um total de 190 filmes da série com os Três Patetas produzida pela Columbia Pictures entre 1934 e 1959.

## Enredo
Os Três Patetas estão preocupados com a declaração de Imposto de Renda e são aconselhados por uma amiga a falsearem as informações para não pagarem os impostos. Moe concorda dizendo como é fácil fazer uma declaração falsa e ele e os outros dois começam a relacionar uma série de deduções criativas para reduzirem os impostos, ao mesmo tempo que cometem desastres com cola e lanches. Moe resolve oferecer essas ideias para outras pessoas e o trio se torna "perito" em impostos
Pouco tempo depois, os Patetas estão vivendo luxuosamente numa grande casa, ganha com o dinheiro que obtiveram vendendo seus conselhos para a redução de impostos. Ao darem um jantar atrapalhado a um dos clientes, um alemão de longas barbas, Larry acidentalmente corta uma parte das mesmas enquanto os outros começam sem querer a atingi-lo com comida. Finalmente o homem retira a barba e se identifica como um fiscal do Tesouro e anuncia a prisão dos Patetas por fraude, chamando outros dois para ajudá-lo. Os Patetas tentam escapar atirando comida nos agentes mas finalmente são presos e levados algemados para a cadeia.

## Citações
- Moe: (para Shemp) "Quanto está deduzindo pelos dependentes?"
- Shemp: "Quatro mil e quatrocentos dólares."
- Larry: "Assim são onze dependentes!  Quem são?"
- Shemp: "Minha ex-esposa e dez bartenders!"
- Moe: "Por que não para com as brincadeiras?"
- Shemp: "Quem está brincado?"